# 세계평화의숲

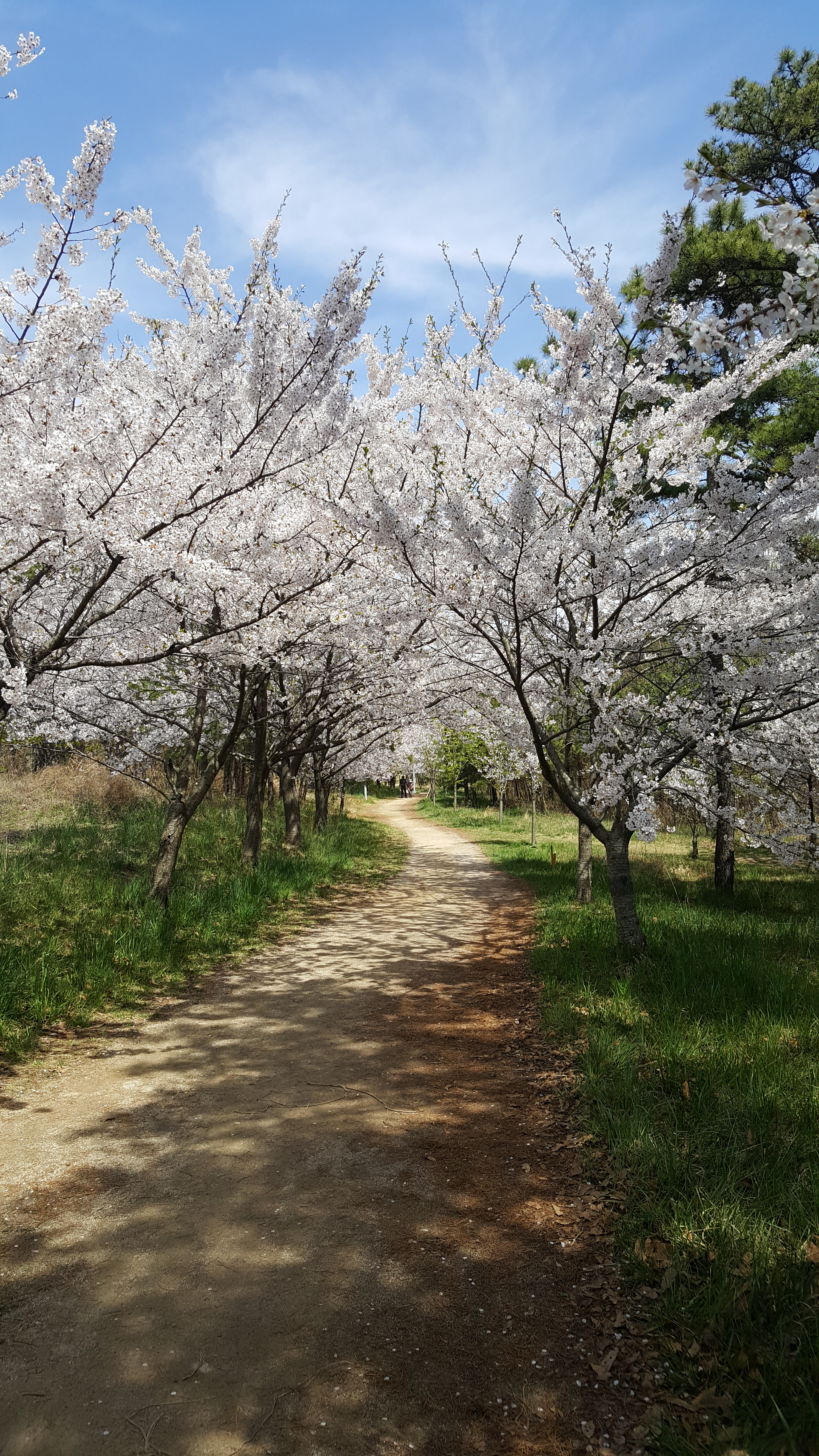
세계평화의 숲 4월

세계평화의숲은 인천광역시 중구 신도시북로 31-35(운서동 2746-4) 일대에 위치한 자연, 생태공원이다. 세계평화의숲은 도시환경의 생태성을 증진시키고 녹색도시 공동체를 형성하기 위해 인천공항공사와 생명의숲, 인천시 중구가 인천광역시 영종도에 2007년부터 조성해오고 있는 숲이다. 조성기금은 복권기금으로 조성된 산림청 녹색자금, 인천국제공항공사 및 기업과 시민들의 기금으로 조성되었다. 전체 면적이 총 47만740제곱미터에 달하는 도심 속 녹지공간이며 바다에서 불어오는 염분바람을 막아주고자 도시를 두팔로 안고 있는 형태로 조성되어 있다.

## 역사
인천국제공항 설립과 관련하여 공항신도시 조성과 관련하여 생태를 보존하고 지역주민의 생활근린 공원으로 2007년부터 조성되었으며, 2009년 9월 개장되었다.

## 주요시설
- 건강백년길: 3.5km의 걷기코스

## 프로그램
- 세계평화의숲 가을 숲 축제[1]
- 유아 숲 체험
- 숲길 탐방